# Constantin von Billerbeck
Constantin  von Billerbeck (* 8. Februar 1673 in Pommern; † 7. Februar 1744 in Pillau) war ein preußischer Oberst.

## Leben

### Herkunft und Familie
Constantin war Angehöriger der pommerschen Adelsgeschlechts von Billerbeck. Sein Vater war Peter Balzer von Billerbeck (1637–1681), Kommissarius auf Billerbeck und Gottberg.
Er vermählte sich mit Beate Luise von Schönbeck. Aus der Ehe gingen eine Tochter und fünf Söhne hervor. Letztere, darunter Christoph von Billerbeck, dienten sämtlich als Offiziere in der preußischen Armee.

### Werdegang
Billerbeck bestritt eine Offizierslaufbahn in der preußischen Armee. Er hat sowohl den Spanischen Erbfolgekrieg als auch den Pommernfeldzug mitgemacht. Währenddessen avancierte er zum Oberst im Regiment „Finckenstein“. Im Jahr 1728 erhielt er als Kommandant von Pillau Versorgung. Er war Erbherr auf Billerbeck.